# A Ulloa
A Ulloa è una comarca della Spagna, situata nella comunità autonoma di Galizia ed in particolare nella provincia di Lugo.